# Abronia graminea
Abronia graminea är en ödleart som beskrevs av  Cope 1864. Abronia graminea ingår i släktet Abronia och familjen kopparödlor. IUCN kategoriserar arten globalt som starkt hotad. Inga underarter finns listade i Catalogue of Life.